# Enfermedad de Pott
La tuberculosis vertebral, también conocida como enfermedad de Pott o Mal de Pott, es una presentación de la tuberculosis que afecta específicamente a la columna vertebral, se trata, por tanto, de un tipo de artritis tuberculosa que afecta las articulaciones intervertebrales. Su nombre proviene de Percivall Pott (1714-1788), un cirujano londinense que ejerció en el hospital de St Bartholomew, Londres. El mal de Pott resulta de la diseminación a través de la sangre de un foco tuberculoso situado en otro lugar, siendo el pulmón el lugar primario más frecuente. La infección se disemina desde dos vértebras adyacentes hacia el disco intervertebral. Si solo una vértebra se ve afectada, el disco no se ve afectado, mas, cuando dos vértebras se ven afectadas, se interrumpe la nutrición hacia el disco (el disco intervertebral es avascular, nutriéndose por difusión), por lo cual puede llegar a colapsar. El tejido del disco muere y es roto por la caseasión, produciéndose el acortamiento vertebral y eventualmente, el colapso de la columna y daño en la médula espinal. La columna dorsal y lumbar es la que con mayor frecuencia se ve afectada.

## Cuadro clínico
La presentación puede variar, pero se caracteriza principalmente por:
- Dolor de espalda
- Fiebre
- Sudoración nocturna
- Pérdida de peso y astenia
- Aparición de masas en la columna, con compromiso raquimedular, que puede llevar a la paraplejia
- Extraña forma de la columna algunas partes salidas como por ejemplo. En el raquis dorsal aparece un aumento de la cifosis

## Diagnóstico
Para realizar el diagnóstico de esta afección, lo más importante es la historia clínica realizada por el médico para detectar los síntomas de sospecha. Posteriormente, serán necesarias pruebas complementarias como radiología, resonancia magnética nuclear y estudios microbiológicos como baciloscopia para confirmar la existencia de la enfermedad.

## Tratamiento
El tratamiento se basa principalmente en la terapia con fármacos antituberculosos (rifampicina, isoniacida, pirazinamida y etambutol). Además, existe el manejo con analgésicos y el posible tratamiento quirúrgico (principalmente para tratar las complicaciones).